# 滋賀県第2区
滋賀県第2区（しがけんだい2く）は、日本の衆議院議員総選挙における選挙区。1994年（平成6年）の公職選挙法改正で設置。

## 区域

### 現在の区域
2022年（令和4年）公職選挙法改正以降の区域は以下のとおりである。4区の廃止により、2002年の4区成立以前の区域に戻った。
- 彦根市
- 長浜市
- 近江八幡市
- 東近江市
- 米原市
- 蒲生郡
- 愛知郡
- 犬上郡

### 2002年から2022年までの区域
2013年（平成25年）公職選挙法改正から2022年の小選挙区改定までの区域は以下のとおりである。
- 彦根市
- 長浜市
- 東近江市（旧愛東町・湖東町域）
- 米原市
- 愛知郡
- 犬上郡

2002年（平成14年）公職選挙法改正から2013年の小選挙区改定までの区域は以下のとおりである。
- 彦根市
- 長浜市
- 愛知郡
- 犬上郡
- 坂田郡
- 東浅井郡
- 伊香郡

### 2002年以前の区域
1994年（平成6年）公職選挙法改正から2002年の小選挙区改定までの区域は以下のとおりである。
- 彦根市
- 長浜市
- 近江八幡市
- 八日市市
- 蒲生郡
- 神崎郡
- 愛知郡
- 犬上郡
- 坂田郡
- 東浅井郡
- 伊香郡

## 歴史
中選挙区時代からこの地域を地盤としてきた新党さきがけ初代代表の武村正義が圧倒的な影響力を誇っていた。1996年の選挙でも旧民主党が結党された影響でほとんどのさきがけ所属の議員が落選する中、圧勝した。
しかし、支持基盤であった県議団である滋賀さきがけの退潮・消滅や大蔵大臣時代の金融政策の不手際に加え、自身の病気も重なった結果、2000年の選挙で落選。2001年の補欠選挙では出馬を辞退し、そのまま引退した。
2000年の選挙では、自由民主党の小西哲が2度目の挑戦で当選したが、1年後に急死。補欠選挙では、秘書で実弟の小西理が当選した。
一方、民主党は、2001年の補欠選挙に当時滋賀県議で若手改革派として知られた田島一成を擁立。敗れたものの、2003年の選挙では、小選挙区で当選した。
2005年の選挙では小西が郵政民営化法案に反対し、自民党から離党。そのため、自民党は新たに藤井勇治を擁立した。民主党前職の田島、自民党新人の藤井、無所属前職の小西の三つ巴の対決となり前職の田島が勝利。藤井は比例での復活当選となった。田島は2009年の選挙でも議席を守り、藤井は今度は比例復活もできなかった。
その後、藤井は長浜市長選挙に出馬し当選。2012年の第46回衆議院議員総選挙は1区から出馬・当選経験のある自民党の上野賢一郎が国替え出馬し当選。田島は比例復活もならず落選したが、2014年の第47回衆議院議員総選挙で比例復活して国政に復帰したが、2017年の第48回衆議院議員総選挙で所属していた希望の党の失速もあり田島は再び落選となった。2021年の第49回衆議院議員総選挙も上野が勝利し田島は比例復活もならなかった。さらに2024年の第50回衆議院議員総選挙も元米原市長で立憲民主党の平尾道雄と廃止された4区から移ってきた日本維新の会の徳永久志の挑戦を退けて上野が勝利した。

## 小選挙区選出議員
| 選挙名                   | 年     | 当選者     | 党派         | 備考                 |
| ------------------------ | ------ | ---------- | ------------ | -------------------- |
| 第41回衆議院議員総選挙   | 1996年 | 武村正義   | 新党さきがけ |                      |
| 第42回衆議院議員総選挙   | 2000年 | 小西哲     | 自由民主党   |                      |
| 第42回衆議院議員補欠選挙 | 2001年 | 小西理     | 自由民主党   | 小西哲の死去による。 |
| 第43回衆議院議員総選挙   | 2003年 | 田島一成   | 民主党       |                      |
| 第44回衆議院議員総選挙   | 2005年 | 田島一成   | 民主党       |                      |
| 第45回衆議院議員総選挙   | 2009年 | 田島一成   | 民主党       |                      |
| 第46回衆議院議員総選挙   | 2012年 | 上野賢一郎 | 自由民主党   |                      |
| 第47回衆議院議員総選挙   | 2014年 | 上野賢一郎 | 自由民主党   |                      |
| 第48回衆議院議員総選挙   | 2017年 | 上野賢一郎 | 自由民主党   |                      |
| 第49回衆議院議員総選挙   | 2021年 | 上野賢一郎 | 自由民主党   |                      |
| 第50回衆議院議員総選挙   | 2024年 | 上野賢一郎 | 自由民主党   |                      |

## 選挙結果
時の内閣：第1次石破内閣 解散日：2024年10月9日 公示日：2024年10月15日
当日有権者数：43万949人 最終投票率：54.04%（前回比：2.89%） （全国投票率：53.85%（2.08%））
| 当落 | 候補者名   | 年齢 | 所属党派     | 新旧 | 得票数   | 得票率 | 惜敗率 | 推薦・支持 | 重複 |
| ---- | ---------- | ---- | ------------ | ---- | -------- | ------ | ------ | ---------- | ---- |
| 当   | 上野賢一郎 | 59   | 自由民主党   | 前   | 99,347票 | 43.70% | ――     | 公明党推薦 | ○    |
|      | 平尾道雄   | 73   | 立憲民主党   | 新   | 65,324票 | 28.74% | 65.75% |            | ○    |
|      | 徳永久志   | 61   | 日本維新の会 | 前   | 62,646票 | 27.56% | 63.06% |            | ○    |

徳永は滋賀4区が廃止になった為地盤であった東近江市域、近江八幡市、蒲生郡を含む滋賀2区から出馬した
時の内閣：第1次岸田内閣 解散日：2021年10月14日 公示日：2021年10月19日
当日有権者数：26万3110人 最終投票率：56.93%（前回比：1.13%） （全国投票率：55.93%（2.25%））
| 当落 | 候補者名   | 年齢 | 所属党派   | 新旧 | 得票数   | 得票率 | 惜敗率 | 推薦・支持 | 重複 |
| ---- | ---------- | ---- | ---------- | ---- | -------- | ------ | ------ | ---------- | ---- |
| 当   | 上野賢一郎 | 56   | 自由民主党 | 前   | 83,502票 | 56.57% | ――     | 公明党推薦 | ○    |
|      | 田島一成   | 59   | 立憲民主党 | 元   | 64,119票 | 43.43% | 76.79% |            | ○    |

- 田島は2025年に彦根市長選挙に立候補し、当選。

時の内閣：第3次安倍第3次改造内閣 解散日：2017年9月28日 公示日：2017年10月10日
当日有権者数：26万6673人 最終投票率：55.80%（前回比：4.09%） （全国投票率：53.68%（1.02%））
| 当落 | 候補者名   | 年齢 | 所属党派   | 新旧 | 得票数   | 得票率 | 惜敗率 | 推薦・支持                           | 重複 |
| ---- | ---------- | ---- | ---------- | ---- | -------- | ------ | ------ | ------------------------------------ | ---- |
| 当   | 上野賢一郎 | 52   | 自由民主党 | 前   | 73,694票 | 50.45% | ――     | 公明党推薦                           | ○    |
|      | 田島一成   | 55   | 希望の党   | 前   | 58,718票 | 40.20% | 79.68% |                                      | ○    |
|      | 対月慈照   | 64   | 無所属     | 新   | 11,073票 | 7.58%  | 15.03% | 日本共産党・社会民主党滋賀県連合推薦 | ×    |
|      | 荒川雅司   | 42   | 幸福実現党 | 新   | 2,576票  | 1.76%  | 3.50%  |                                      |      |

時の内閣：第2次安倍改造内閣 解散日：2014年11月21日 公示日：2014年12月2日
当日有権者数：26万1938人 最終投票率：51.71%（前回比：8.35%） （全国投票率：52.66%（6.66%））
| 当落 | 候補者名   | 年齢 | 所属党派   | 新旧 | 得票数   | 得票率 | 惜敗率 | 推薦・支持 | 重複 |
| ---- | ---------- | ---- | ---------- | ---- | -------- | ------ | ------ | ---------- | ---- |
| 当   | 上野賢一郎 | 49   | 自由民主党 | 前   | 65,102票 | 48.82% | ――     | 公明党推薦 | ○    |
| 比当 | 田島一成   | 52   | 民主党     | 元   | 54,095票 | 40.56% | 83.09% |            | ○    |
|      | 中川睦子   | 56   | 日本共産党 | 新   | 14,163票 | 10.62% | 21.76% |            |      |

時の内閣：野田第3次改造内閣 解散日：2012年11月16日 公示日：2012年12月4日 最終投票率：60.06% （全国投票率：59.32%（9.96%））
| 当落 | 候補者名   | 年齢 | 所属党派   | 新旧 | 得票数   | 得票率 | 惜敗率 | 推薦・支持       | 重複 |
| ---- | ---------- | ---- | ---------- | ---- | -------- | ------ | ------ | ---------------- | ---- |
| 当   | 上野賢一郎 | 47   | 自由民主党 | 元   | 67,182票 | 43.30% | ――     | 公明党推薦       | ○    |
|      | 田島一成   | 50   | 民主党     | 前   | 48,924票 | 31.53% | 72.82% | 国民新党推薦     | ○    |
|      | 世一良幸   | 52   | みんなの党 | 新   | 26,978票 | 17.39% | 40.16% | 日本維新の会推薦 | ○    |
|      | 中川睦子   | 54   | 日本共産党 | 新   | 12,084票 | 7.79%  | 17.99% |                  |      |

時の内閣：麻生内閣 解散日：2009年7月21日 公示日：2009年8月18日 （全国投票率：69.28%（1.77%））
| 当落 | 候補者名 | 年齢 | 所属党派   | 新旧 | 得票数    | 得票率 | 惜敗率 | 推薦・支持 | 重複 |
| ---- | -------- | ---- | ---------- | ---- | --------- | ------ | ------ | ---------- | ---- |
| 当   | 田島一成 | 47   | 民主党     | 前   | 109,885票 | 61.03% | ――     |            | ○    |
|      | 藤井勇治 | 59   | 自由民主党 | 前   | 66,959票  | 37.19% | 60.94% | 公明党推薦 | ○    |
|      | 池田信隆 | 49   | 幸福実現党 | 新   | 3,205票   | 1.78%  | 2.92%  |            |      |

- 藤井は2010年に長浜市長選挙に立候補し、当選。

時の内閣：第2次小泉改造内閣 解散日：2005年8月8日 公示日：2005年8月30日 （全国投票率：67.51%（7.65%））
| 当落 | 候補者名 | 年齢 | 所属党派   | 新旧 | 得票数   | 得票率 | 惜敗率 | 推薦・支持 | 重複 |
| ---- | -------- | ---- | ---------- | ---- | -------- | ------ | ------ | ---------- | ---- |
| 当   | 田島一成 | 43   | 民主党     | 前   | 67,481票 | 38.48% | ――     |            | ○    |
| 比当 | 藤井勇治 | 55   | 自由民主党 | 新   | 54,067票 | 30.83% | 80.12% |            | ○    |
|      | 小西理   | 47   | 無所属     | 前   | 43,416票 | 24.76% | 64.34% |            | ×    |
|      | 丸岡和世 | 54   | 日本共産党 | 新   | 10,413票 | 5.94%  | 15.43% |            |      |

- 小西はその後参議院滋賀県選挙区や第46回で4区から立候補もいずれも落選。

時の内閣：第1次小泉第2次改造内閣 解散日：2003年10月10日 公示日：2003年10月28日 （全国投票率：59.86%（2.63%））
| 当落 | 候補者名 | 年齢 | 所属党派   | 新旧 | 得票数   | 得票率 | 惜敗率 | 推薦・支持 | 重複 |
| ---- | -------- | ---- | ---------- | ---- | -------- | ------ | ------ | ---------- | ---- |
| 当   | 田島一成 | 41   | 民主党     | 新   | 69,620票 | 44.86% | ――     |            | ○    |
| 比当 | 小西理   | 45   | 自由民主党 | 前   | 65,033票 | 41.90% | 93.41% |            | ○    |
|      | 酒井紳一 | 45   | 日本共産党 | 新   | 11,814票 | 7.61%  | 16.97% |            |      |
|      | 川島隆二 | 32   | 無所属     | 新   | 8,741票  | 5.63%  | 12.56% |            | ×    |

- この選挙から新選挙区での選挙となった。
- 川島は父で長浜市長であった川島信也のバックアップを受け立候補した。

当日有権者数：人　最終投票率：%

| 当落 | 候補者名   | 年齢 | 所属党派   | 新旧 | 得票数   | 得票率 | 推薦・支持 |
| ---- | ---------- | ---- | ---------- | ---- | -------- | ------ | ---------- |
| 当   | 小西理     | 43   | 自由民主党 | 新   | 99,572票 | 52.00% |            |
|      | 田島一成   | 39   | 民主党     | 新   | 76,154票 | 39.77% |            |
|      | 成宮恵津子 | 56   | 日本共産党 | 新   | 15,765票 | 8.23%  |            |

- 小西哲の死去に伴って行われた。

時の内閣：第1次森内閣 解散日：2000年6月2日 公示日：2000年6月13日 （全国投票率：62.49%（2.84%））
| 当落 | 候補者名 | 年齢 | 所属党派   | 新旧 | 得票数    | 得票率 | 惜敗率 | 推薦・支持 | 重複 |
| ---- | -------- | ---- | ---------- | ---- | --------- | ------ | ------ | ---------- | ---- |
| 当   | 小西哲   | 50   | 自由民主党 | 新   | 125,625票 | 45.75% | ――     |            | ○    |
|      | 武村正義 | 65   | 無所属     | 前   | 115,322票 | 42.00% | 91.80% | 民主党推薦 | ×    |
|      | 桧山秋彦 | 57   | 日本共産党 | 新   | 33,660票  | 12.26% | 26.79% |            |      |

- 武村は民主党推薦で立候補。当選後の民主党入りが内定していた。

時の内閣：第1次橋本内閣 解散日：1996年9月27日 公示日：1996年10月8日 （全国投票率：59.65%（8.11%））
| 当落 | 候補者名 | 年齢 | 所属党派     | 新旧 | 得票数    | 得票率 | 惜敗率 | 推薦・支持 | 重複 |
| ---- | -------- | ---- | ------------ | ---- | --------- | ------ | ------ | ---------- | ---- |
| 当   | 武村正義 | 62   | 新党さきがけ | 前   | 107,053票 | 43.00% | ――     | 社会民主党 |      |
|      | 小西哲   | 47   | 自由民主党   | 新   | 79,136票  | 31.78% | 73.92% |            | ○    |
|      | 松村勗   | 50   | 新進党       | 新   | 35,192票  | 14.13% | 32.87% |            |      |
|      | 菊地完   | 60   | 日本共産党   | 新   | 27,595票  | 11.08% | 25.78% |            |      |